# 講座制と学科目制
講座制（こうざせい）と学科目制（がっかもくせい）は、戦後日本の新制大学における学部や大学院研究科の内部教員組織である。

## 概要
新制大学の基準を定めている「大学設置基準」では、1956年（昭和31年）の制定当初、大学は講座又は学科目をおき、教員を所属させるものとしていた。講座は教育研究上必要な専攻分野を定めるものであるのに対し、学科目は教育上必要な専攻分野を定めるものである。2001年（平成13年）の大学設置基準の改正により、大学は講座・学科目以外の教員組織の編成も可能となったが、現在でも講座・学科目により編成している大学は多い。
国立大学においては、「国立大学の学科及び課程並びに講座及び学科目に関する省令」により、全ての大学の博士講座・修士講座・学科目が定められていた。博士講座については一講座につき教授１、助教授１、助手1-3（非実験講座1、実験講座2、臨床講座3）の教員定数が割り振られる一方、修士講座・学科目については、教授・助教授・助手の一定数が各修士講座・学科目について別途定められていた。これにより、各講座・学科目の教員・学生定員が決められると共に、積算校費制度に基づき、各大学の教育・研究予算額が定まっていた。
公立大学・私立大学に対しては、国立大学のような法令・定員・予算による規制はなく、その多くが学科目制により内部組織を定めた。
講座・学科目は、教員が所属する組織であると共に、学部における卒業研究や大学院における研究指導の単位となっており、学部生・大学院生を含めたものとして、「教室」「研究室」と呼ばれることもある。

## 学校教育法改正の不履行
2007 年の学校教育法改正により導入された准教授と助教はそれぞれ独立した研究室運営ができることが明記された。制度上では国立大学の教授，准教授，助教はすべて独立裁量権を得て，教育研究を行う権利と義務をもつことになったが，大学は基本的には受け入れていない。　
東京工業大学、奈良先端科学技術大学院大学、北陸先端科学技術大学院大学では独立准教授、独立助教が認められより欧米と足並みをそろえた研究体制が出来つつあるが、旧帝国大学ではいまだに旧体制に固執している。

## 講座制の弊害
講座制は教授の意向が軸となって研究活動が行われるため。若いポスドク、助教、准教授は独自の研究をすることが実質不可能である。欧米・中国では講座制を廃止し、若い斬新を取り入れる研究体制と進化している。ノーベル化学賞受賞の野依良治はこう語る。

封建的旧制度の講座、研究室主宰者が若手教員の自由を束縛すれば、当然独立PIの総数を限定する結果となる。当該研究グループは一定の規模を維持するものの、当然専攻全体の教育研究の幅を著しく狭め、また生産性も減少することになる。昨今わが国では、若手の挑戦機会が限られるため、他国に比べ新領域開拓が極めて低調である。常に先端科学、技術の開拓に出遅れるのはこの理由による。例えば、急速に発展する人工知能（AI）関連の論文のシェアもわずか2％（他分野並に7％を期待）で、米国の57％、欧州の18％に大きく差をつけられている。
　若者特有の柔軟な発想、そして他との連携こそが創造を生むことは間違いない。従って、若手、外国人が独立して十分に活躍できるように研究体制を抜本改善せねばならない。加えて、大学はいずれの職階の研究者も、9割以上の時間を教育研究に傾注すべく、十分な支援体制を用意すべきである。現在「忙しすぎる」教員があまりに多い。

ノーベル化学賞の有力候補の山本尚はこう語る

もう 1 つの解消しなければならない重大な課題は，
我が国の大学の講座制 1）
である。明治初期の日本の大学がドイツなどのヨーロッパの大学が 1 世紀以上前に廃止した制度をそのまま受け継ぎ，今ではヨーロッパではとっくに消滅している講座制を続けているのだ。この制度は若い世代の科学技術への参入をほとんど封じており，日本の大学の研究の発展を著しく損なっていたことは明らかであるのに，大学自治の原則を守る大学は講座制解消に前向きでない。改革する上で，障害となるのはこの制度にどっぷりと座っている教授陣営で，座っている座布団を変えるほどの変革には強く反対している。しかし，この制度がなくなれば，若い科学者の早期の独立が可能となり，ようやく欧米や中国の大学と肩を並べることができる。大学院を卒業し，博士研究員を 2～3 年経験した若手の研究者が，真っ白の紙に思う存分の化学の絵を描ける。無論，こうした若者のすべての提案が成功することはないだろう。しかし，そのうちいくつかの芽が膨らみ，若木に成長することで，日本発のイノベーションにつながる。講座制廃止は一刻の猶予もできない。特に注目したいのは大学の 2007 年の学校教
育法改正の不履行である。制度上では国立大学の教授，准教授，助教はすべて独立裁量権を得て，教育研究を行う権利と義務をもつことになったが，大学は基本的には受け入れていない

## 歴史
日本における講座制は、1893年（明治26年）、帝国大学において、教授の各専攻分野における責任を明確にするために導入されたものである。導入当初各講座は一人の教授が担当するものとされていたが、大正年間以降、一講座に教授1、助教授1、助手1～3の定数が割り振られるようになった。また、旧制期間中、東京帝国大学以外の旧帝国大学にも同様に導入された。一方、学科目制は、旧制専門学校や旧制高等学校の内部組織として導入されていた。
戦後の学制改革に伴う新制大学の設置に当たり、旧制大学の講座制と、旧制専門学校等の学科目制がそのまま並列して、新制大学の内部組織として「大学設置基準」により定められたものである。
国立大学の講座については、「国立大学の講座に関する省令（昭和29年9月7日文部省令第23号）」に列記されていたが、1964年（昭和39年）の「国立大学の学科及び課程並びに講座及び学科目に関する省令（昭和39年2月25日文部省令第3号）」により、学科目も含めて省令化された。
公私立大学においては、旧帝国大学並の体制を求められた講座制を導入できる大学が少なかったことから、多くが学科目制を採用した。
国立大学の教員養成系の学部では1966年、半強制的に一律に学科目制をとることになった（同時に名称が「学芸学部」の学部も半強制的に「教育学部」に変更させられ、また教員養成の単科大学の名称も東京学芸大学以外は「学芸大学」から「教育大学」に変更させられた）。ただし90年代以降、廃止された教養部等の取り込みにより、講座制が復活したところもある。
文部省は長らく、国立大学に対しては、旧制大学に由来する大学・学部以外には、博士講座の設置を認めなかったことから、博士号の学位授与権、積算校費に基づく教育研究予算の格差とあわせ、旧制大学と旧制専門学校由来の新制大学との「格差」が温存された。高度成長期以降、文部省は国立大学の理系学部を中心に修士課程講座を増設した後、1976年（昭和51年）以降、旧制大学に由来しない国立大学にも、博士課程講座の新設を順次認めていった。
講座制については、講座名で定められた教育研究分野毎に、教授1名、助教授1名、助手１～3名の定数が定まっていることから、人事・予算・教学面でその運用が硬直的・閉鎖的とされた。このため文部省は、1970年代、筑波大学を初めとして、学部・学科・講座制をとらない「新構想大学」の設置を進めた後、1991年（平成3年）の大学設置基準の大綱化以降、複数の「小講座」を再編統合し、複数の教授ポストを置く「大講座」化や、講座を学部から大学院に移す「大学院重点化」などを進めた。
さらに、2001年（平成13年）の大学設置基準の改正により、学部・学科の内部組織として、講座制・学科目制以外の仕組みが一般的に可能とされた後、2006年（平成18年）の大学設置基準の改正により、講座制・学科目制の例示も廃止された。新たに「大学は、教育研究の実施に当たり、教員の適切な役割分担の下で、組織的な連携体制を確保し、教育研究に係る責任の所在が明確になるように教員組織を編制するものとする。」と規定された（大学設置基準第7条第2項）。
国立大学については、2000年（平成12年）度から、講座・学科目の教育研究予算単価である積算校費が廃止され、大学毎に総額を定める教育研究基盤経費に移行したほか、2002年（平成14年）度には「国立大学の学科及び課程並びに講座及び学科目に関する省令」が廃止され、2004年（平成16年）度の国立大学法人化も相まって、講座・学科目の改廃は完全に自由化された。